# Bernhard Voigt (Schriftsteller)
Bernhard Voigt (* 13. Dezember 1878 in Brieg, Landkreis Brieg, Provinz Schlesien; † 6. März 1945 bei Bunzlau, Landkreis Bunzlau, Provinz Niederschlesien) war ein deutscher Lehrer und Schulinspektor in Deutsch-Südwestafrika und anschließend Südwestafrika, später Schriftsteller der Kolonialliteratur.

## Leben
Voigt war einer der bekanntesten und produktivsten Romanciers der deutschen Kolonialliteratur. Der Seminaroberlehrer ließ sich 1908 auf eigenen Wunsch nach Windhoek versetzen, wo er bis 1921 als Schulrat und Kaiserlicher Schulinspektor tätig war. Er war der Verfasser eines Schullesebuches für Südwestafrika und eines Leitfadens zum Unterricht in Landeskunde und Landesgeschichte; er unternahm auch regelmäßige Schulvisitationen.
Nach dem Ersten Weltkrieg wollte er eine Farm in Südwestafrika erwerben, wurde aber 1921 von den südafrikanischen Mandatsbehörden ausgewiesen. Als man ihn in Deutschland nur als Rektor einer Volksschule wiederanstellen wollte, ließ er sich aus Trotz im Alter von zweiundvierzig Jahren pensionieren und trat in den vorzeitigen Ruhestand. Er ließ sich im schlesischen Bunzlau nieder und wandte sich, zunächst nur notgedrungen, dem Schriftstellerberuf zu, um sich auf diese Weise seinen Lebensunterhalt zu verdienen. In späteren Jahren ermöglichte ihm diese Betätigung ein finanziell sorgenfreies Leben. 1945 fand er beim Einmarsch der Roten Armee in der Nähe der Stadt Bunzlau den Tod.
Nach Werner Tabels Auffassung gehörte er neben der deutschstämmigen Autorin Margarethe von Eckenbrecher zu den meistgelesenen Autoren der deutschen Kolonialliteratur. Voigts erstes Buch, der Roman Du meine Heimat Deutschsüdwest (1925), schildert in verschlüsselter Form eigene Erlebnisse in der Kolonie. Bei der im Roman häufig erwähnten Farm Osombo handelt es sich tatsächlich um die Farm Ongombo-Ost. In seinem nächsten Werk Auf dorniger Pad (1926) berichtet er über die erste Schutztruppe unter François und Leutwein, allerdings werden die Kämpfe um Hornkranz und in der Naukluft ausgespart; sie werden erst in späteren Werken ausführlich geschildert. Neben Estorffs Memoiren ist Auf dorniger Pad das einzige Buch, in dem die kurze Meuterei der François-Truppe erwähnt wird. Das Buch Im unentdeckten Südwestafrika (1927) beruht auf den Berichten des schwedischen Forschungsreisenden Karl Johan Andersson, für das er dessen Tagebuchaufzeichnungen ausgewertet hat. In Die Buren (1930) beschreibt Voigt die Entstehung des weißen Afrikaanervolkes und verknüpft die Einwanderung der deutschen Kolonialsiedler mit dem Südwester Pioniermythos, indem er sie nachgerade als Frontier zu stilisieren sucht.
Sein Hauptwerk ist die Romantrilogie Der Südafrikanische Lederstrumpf (1934–1937), zweifellos das monumentalste Werk dieses Genres, dem nach Ansicht von Oskar Hintrager ein Ehrenplatz in der Südwestafrika-Literatur gebühre. Dabei konnte Voigt auf bereits bestehende Vorbilder zurückgreifen: Neben den bekannten Lederstrumpferzählungen (1826–1841) von James F. Cooper, denen der Titel entliehen wurde, gab es bereits zur Kolonialzeit einen dreibändigen Afrikanischen Lederstrumpf (1888–1889) des Jugendbuchautors Carl Falkenhorst. Die einzelnen Teilbände sind unter den Titeln Die Grenzläufer (1934), Die deutsche Landnahme (1936) und Die Farmer vom Seeis-Rivier (1937) erschienen. Voigt beschreibt hier die Geschichte Südwestafrikas von den Anfängen der deutschen Besiedlung bis zum Ende des Ersten Weltkriegs am Beispiel von Schicksalen deutscher Jäger und Farmer. Die beiden ersten Bände handeln vom Leben eines weißen Jägers, der um 1834 ins Kapland kommt, am Großen Treck teilnimmt und sich später in Südwestafrika niederlässt, wo er die Zeiten vor und nach der deutschen Besitzergreifung miterlebt und schließlich in der Kalahari einen geheimnisvollen Tod findet. Im zweiten Band steht jedoch nicht mehr diese unhistorische Romanfigur, der Jäger Fritz Helling, im Mittelpunkt, sondern der Namahäuptling Hendrik Witbooi. Der letzte Band der Trilogie schildert dann die wechselvollen Schicksale deutscher Kolonisten in der Gegend östlich von Windhoek von etwa 1903 bis 1923. 
Nach Wolfe W. Schmokel sei Voigt der bewusste Nachahmer von Hans Grimm gewesen, während Tabel dieser These energisch widerspricht.

## Werke
- Deutsch-Südwestafrika. Land und Leute. Eine Heimatkunde für Deutschlands Jugend und Volk. Herausgegeben im Auftrage des Kaiserlichen Gouvernements von Deutsch-Südwestafrika, Stuttgart 1913. (Nachdruck: Swakopmund 1994)
- Lesebuch zur Heimatkunde von Deutsch-Südwestafrika. Im Auftrage des Kaiserlichen Gouvernements von Deutsch-Südwestafrika herausgegeben, Stuttgart 1913.
- Du meine Heimat Deutschsüdwest. Ein afrikanisches Farmerleben, Berlin 1925.
- Auf dorniger Pad. Aus Deutsch-Südwestafrikas alten Tagen, Berlin 1926.
- Der Lange Tom. Südafrikanische Erzählung. Von Bernhard Voigt früher Landes-Schulrat von Südwestafrika. Mit Bildern von Moritz Pathé (Aus weiter Welt, Heft 43), Reutlingen 1927.
- Deutsch-Afrikaner. Fesselnde Reiseerlebnisse aus der afrikanischen Wildnis, Hamburg 1927.
- Im unentdeckten Südwestafrika. Nach des schwedischen Naturforschers Karl Johann Anderssohn Berichten bearbeitet, Berlin 1927.
- Bahnbrecher der Wildnis. Afrikanische Erzählung. Nach Louis Trigardts Tagebüchern bearbeitet von Schulrat Bernhard Voigt. Mit Bildern von H.A. Aschenborn (Aus weiter Welt, Heft 69), Reutlingen 1929.
- Die Buren. Südafrikanisches Grenzerbuch, Berlin 1930.
- Der Südafrikanische Lederstrumpf. I. Band. Die Grenzläufer. Bilder und Umschlaggestaltung Alfred Zacharias. Mit einer Übersichtskarte von Paul Hilbert am Ende des Bandes, Potsdam 1934.
- Der Südafrikanische Lederstrumpf. II. Band. Die deutsche Landnahme, Potsdam 1936.
- Farmer Ludwig. Von Bernhard Voigt, in: Langsdorff, Werner von (Hrsg.): Deutsche Flagge über Sand und Palmen. 53 Kolonialkrieger erzählen, Gütersloh 1936, S. 233–237.
- Der Südafrikanische Lederstrumpf. III. Band. Die Farmer vom Seeis-Rivier, Potsdam 1937.
- Im unentdeckten Südwestafrika, 3. Aufl. Berlin 1938.
- Schutztruppler in Südwestafrika, Potsdam 1939.
- Schutztruppler in Südwestafrika. Ein Tatsachenbericht (Zeltbücherei, Nr. 70 / 71), Potsdam 1939.
- Das Herz der Wildnis. Ein Roman aus Deutsch-Südwestafrikas ersten Tagen, Berlin 1940.
- Diri. Ein Buschmannsleben, Potsdam 1940.
- Die Farmer vom Seeis-Rivier. Ein Kampf um Deutsch-Südwest, Gütersloh 1941.
- Heinz Fuhrmann findet heim, Potsdam 1943.
- Im Schülerheim zu Windhuk. Deutsche Jungen in Steppe und Busch, Berlin 1943.
- Im Schülerheim zu Windhuk. Abenteuer in Busch und Steppe, Berlin-Schöneberg o. J.

## Sekundärliteratur
- Oskar Hintrager: Südwestafrika in der deutschen Zeit. Mit 56 Bildern und 1 Karte, München 1955, S. 133.
- Werner von Langsdorff (Hrsg.): Deutsche Flagge über Sand und Palmen. 53 Kolonialkrieger erzählen, Gütersloh 1936, S. 378.
- Wolfe W. Schmokel: Der Traum vom Reich. Der deutsche Kolonialismus zwischen 1919 und 1945, Gütersloh 1967, S. 80.
- Werner Tabel: Die belletristische Literatur über die Kolonial- und Mandatszeit Südwestafrikas, in: Afrikanischer Heimatkalender, Windhoek 1974, S. 73–84.
- Tabel, Werner: Autoren Südwestafrikas. Biographien, Rezensionen und Hintergrundinformationen, Klaus Hess Verlag: Göttingen, 2007. ISBN 978-3-933117-37-3